# Pablo Perelman
Pablo Alejandro Perelman Ide (Santiago de Chile, 31 de diciembre de 1948) es un director, productor, guionista y montajista chileno. Ha logrado importantes reconocimientos internacionales en la categoría de cine independiente con las películas Imagen latente, Archipiélago y La lección de pintura.

## Biografía
Estudió ingeniería en la Universidad de Chile, pero se inclina pronto por el cine y realiza estudios especializados en Bruselas, Bélgica.
Su primer acercamiento con el cine se produjo como asistente de producción en La tierra prometida (1972), dirigida por Miguel Littín. Tras el golpe de Estado de Chile de 1973 permaneció en el país, y codirigió con Silvio Caiozzi, A la sombra del sol (1974).
Durante un período reside en México y filmó un mediometraje documental, en coautoría con Littin y Jorge Sánchez, Crónica de Tlacotalpan. 
De regreso en Chile, realiza con el mínimo de recursos materiales, su largometraje Imagen latente. La película fue el primer film chileno donde evidencia los estragos de la dictadura militar. La cinta fue censurada en Chile y sólo en 1990, cuando el dictador Augusto Pinochet dejó la Presidencia, se permite su exhibición. Entretanto, Imagen latente es seleccionada por diversos festivales internacionales de cine, recibiendo premios importantes en Cuba, Italia, Francia y Estados Unidos. 
En 1992, Perelman realiza su segundo largometraje, Archipiélago. Entre 1997 y 1999 realiza media docena de documentales por cuenta del Gobierno de Honduras. Asimismo realiza varios spots y documentales breves, es autor de numerosos telefilms: Laberintos, Y si fuera cierto, Crónicas de vida, Patiperros, producidos por Televisión Nacional de Chile. 
El 2011 estrena su película más costosa e internacional: La lección de pintura, una coproducción entre Chile, México y España. Se estrenó en agosto de 2011 en el Festival de Cine de Gramado, Río Grande (Brasil), donde ganó el Kikito de Oro a la mejor fotografía, y llegó a Chile en febrero de 2012 después de pasar por los festivales de Valladolid, Kerala (premio del público) y de Guadalajara.

## Filmografía
Películas
- 1972: La tierra prometida (asistente dirección)
- 1976: Crónica de Tlacotalpan (codirección)
- 1980: Samba Ye (dirección)
- 1981: Friedrichshafen (dirección)
- 1987: Imagen latente (guion y dirección)
- 1992: Archipiélago (guion y dirección)
- 2002: Ogú y Mampato en Rapa Nui (montaje)
- 2002: Cazador de sombras (guion y dirección)
- 2011: La lección de pintura (guion y dirección)
- 2014: La ciudad de los niños (guion)

Documentales
- Los Jaivas en vivo
- Laberintos
- Y si fuera cierto
- Crónicas de vida
- Patiperros

Video clips
- * 1993: No sabes qué desperdicio tengo en el alma (dirección)

## Premios y nominaciones
- 1988: Premio Especial del Jurado en El Festival de los Tres Continentes por Imagen Latente.
- 1988: Nominación - Montgolfiere de Oro en El Festival de los Tres Continentes por Imagen Latente.
- 1993: Nominación - Kikito de Oro en Festival de Cine de Gramado por Archipiélago.
- 1993: Gran Premio Coral en Festival Internacional del Nuevo Cine Latinoamericano de La Habana por Archipiélago.
- 2011: Premio de la Audiencia en Festival Internacional de Cine de Kerala por La lección de pintura.
- 2011: Nominación - Golden Crow Pheasant en Festival Internacional de Cine de Kerala por La lección de pintura.